# Vailala
Vailala è un villaggio della Collettività d'oltremare francese di Wallis e Futuna, nel regno di Uvea, sulla punta settentrionale dell'isola di Wallis, nel distretto di Hihifo. Secondo il censimento del 21 luglio 2008 il villaggio ha una popolazione di 374 abitanti.